# Thomson (resebyrå)

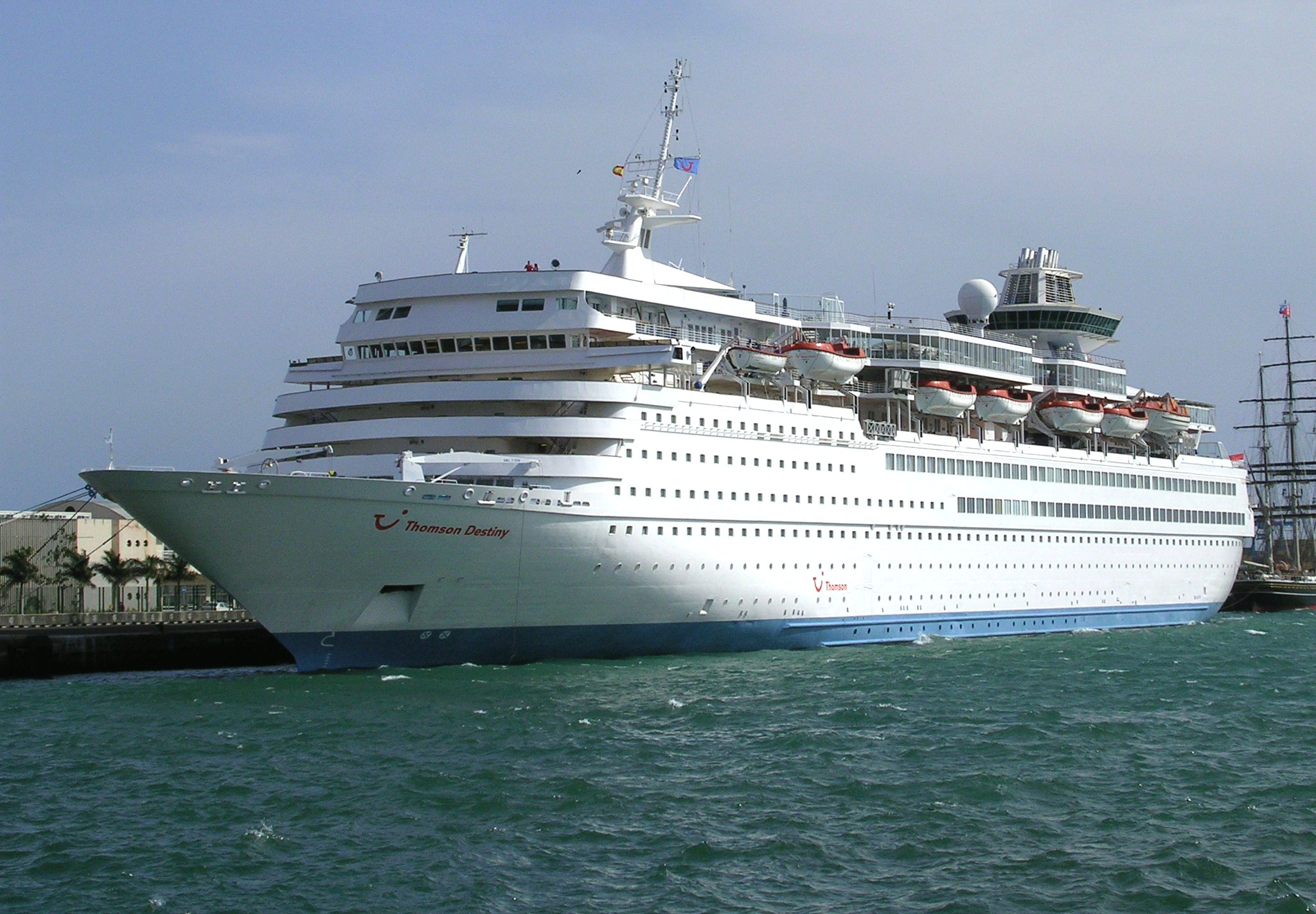
Thomson Destiny.

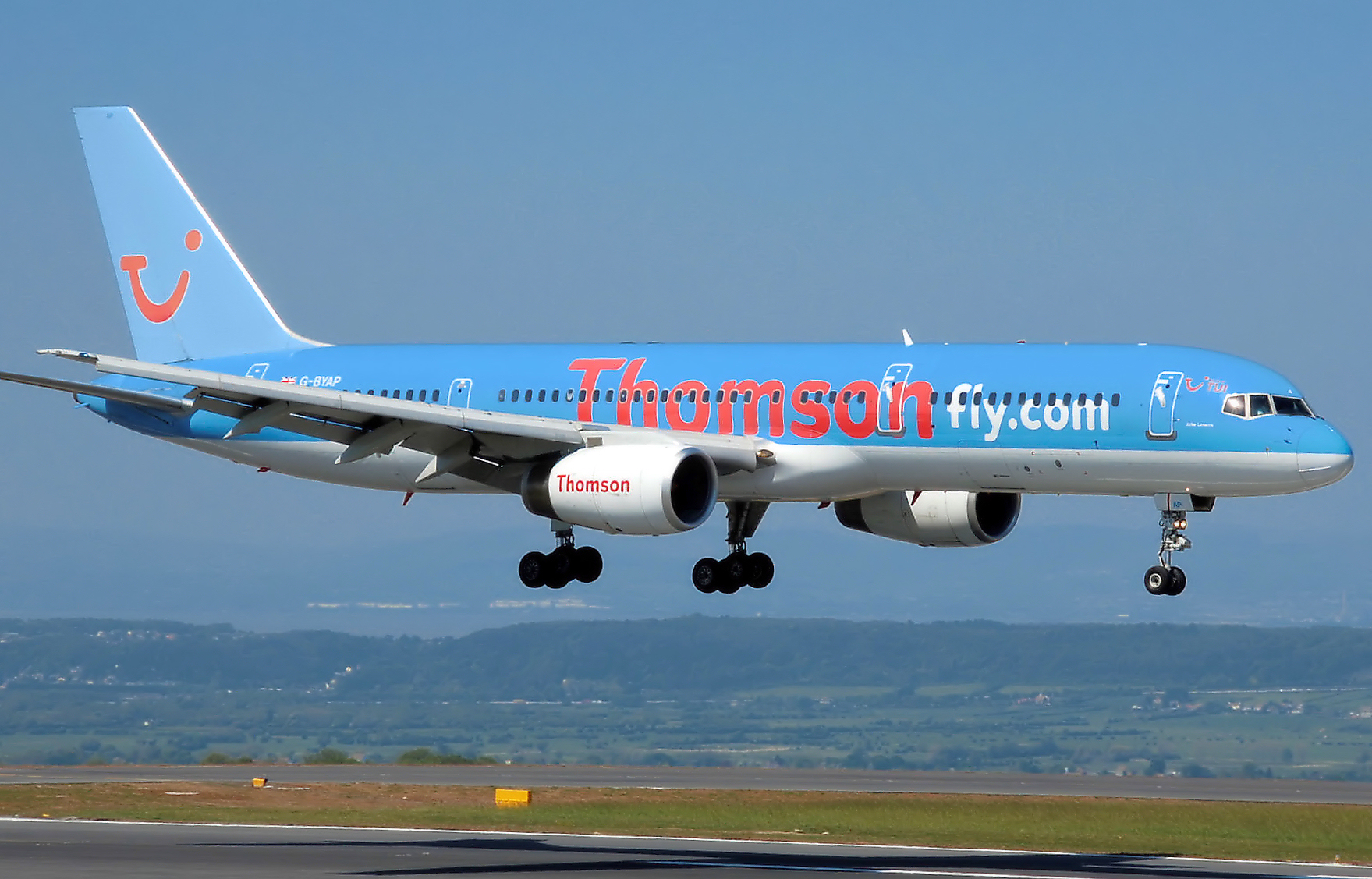
ThomsonFly Boeing 757.

Thomson var fram till 2002 Storbritanniens största arrangör av charterresor. Företaget ägs av TUI. År 2002 bytte företaget namn till TUI Northern Europe Limited, men varumärket Thomson användes fram till 2017.